# Ris-Orangis
Ris-Orangis é uma comuna francesa situada a vinte e três quilômetros a sudeste de Paris, no departamento de Essonne na região da Ilha de França.
Seus habitantes são chamados de Rissois.

## Toponímia
Regis no século XI, E. Reiis no século XII, Reyæ em 1142, Riæ , Rizus em 1601, Orengiacum em 1151, Aurengiacum.
O nome de Ris-Orangis é devido à reunião das comunas de Ris, no vale, e de Orangis, no Planalto, em 1793, sob o nome de "Ris et Orangis réunis".
Em dezembro de 1793, a comuna recebeu o nome de "Brutus" e em 1801, o nome atual reapareceu no Bulletin des lois.

## História

### As origens
As escavações realizadas no território descobriram o dente de mamute, pedras esculpidas e polidas, de bronze e sarcófago atestando a presença humana durante a Idade da Pedra e a Idade do Bronze. Uma moeda galo-romana em cobre datada do século I foi encontrada no local de uma casa na borda da antiga via de Lutécia a Lugduno.
Sepulturas merovíngias foram encontradas em 1919, em um lugar chamado Les soixante arpents. Em 922, o rei Roberto I doou à paróquia de Ris, dedicada a São Brás à abadia de Saint-Magloire. No século XII, as duas aldeias separadas são mencionadas nas formas latinizadas Regis e Orengiacum. A partir desta época data antiga igreja de Saint-Blaise.
A partir do século XIII foi construída uma comandaria e uma fazenda Templárias em Ris que foram demolidas por ordem de Luís XIV.

### Domínios nobres

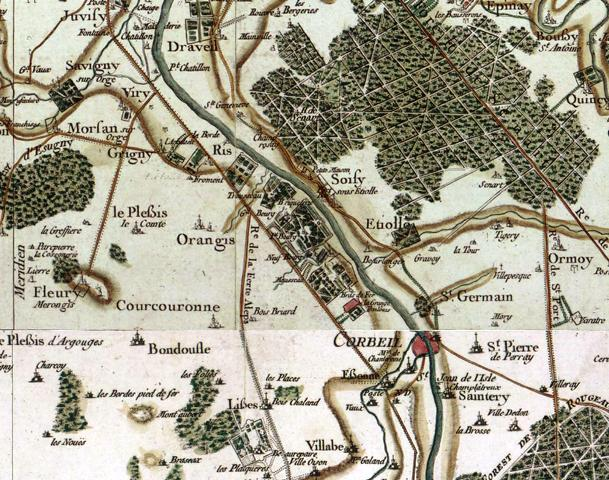
Mapa da região de Ris e Orangis no século XVI por Cassini.

O primeiro castelo no site da fundação Dranem é atestada a partir de 1159. A partir do século XVI, o senhorio de Ris pertencia à família Faucon, chamada Faucon de Ris. Ris possuía muitos castelos, um dos quais era freqüentemente visitado por Henrique IV. No século XVII, o cavaleiro Filipe de Lorena tinha construído no local da antiga comenda dos templários, o castelo de Ris. Pouco depois, o cavaleiro Alivia-Bodin tinha para instalar o Institut royal horticole de Fromont.
Por volta de 1700, o senhorio de Ris passou à família de impressora lionesa Anisson-Dupéron, até a morte pela guilhotina do último senhor Étienne-Alexandre-Jacques Anisson-Dupéron em 1794. Durante a Revolução Francesa, os Rissois escolheram em 1793 para mudar o nome da nova comuna em Brutus, o nome do fundador da República Romana. No século XVIII, o funcionário Charles-René de Bombelles tinha construído o castelo de Orangis.
Em 1790, a comuna de Ris-Orangis foi a primeira na França a eleger o seu prefeito. Em 1802, o general Michel Ordener adquiriu o Castelo de Trousseau.

### Século XIX
Em 1874, a parte ocidental do território da comuna foi alterada com a construção do aqueduto do Vanne e do Loing, em particular ao longo do antigo hipódromo. Até o século XIX, a maior parte dos habitantes de Ris eram viticultores, o domínio produzia vinho branco nas encostas de Sena. Em 1843 foi inaugurada a Estação de Ris-Orangis.

### Século XX
Em 1907 foi construída a escola Adrien Guerton. Durante a Primeira Guerra Mundial, a cidade acolheu um hospital militar.

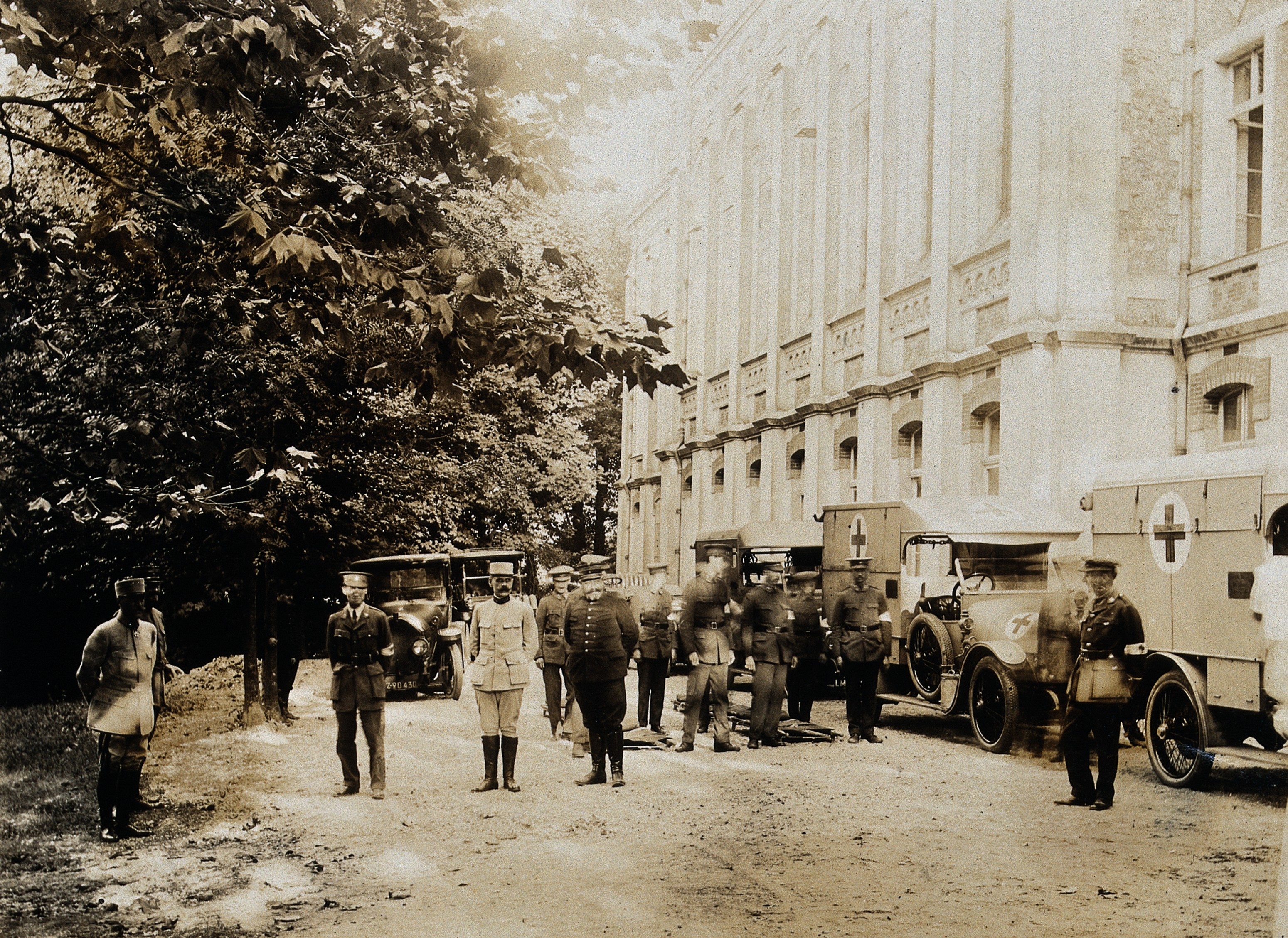
O hospital militar em 1916.
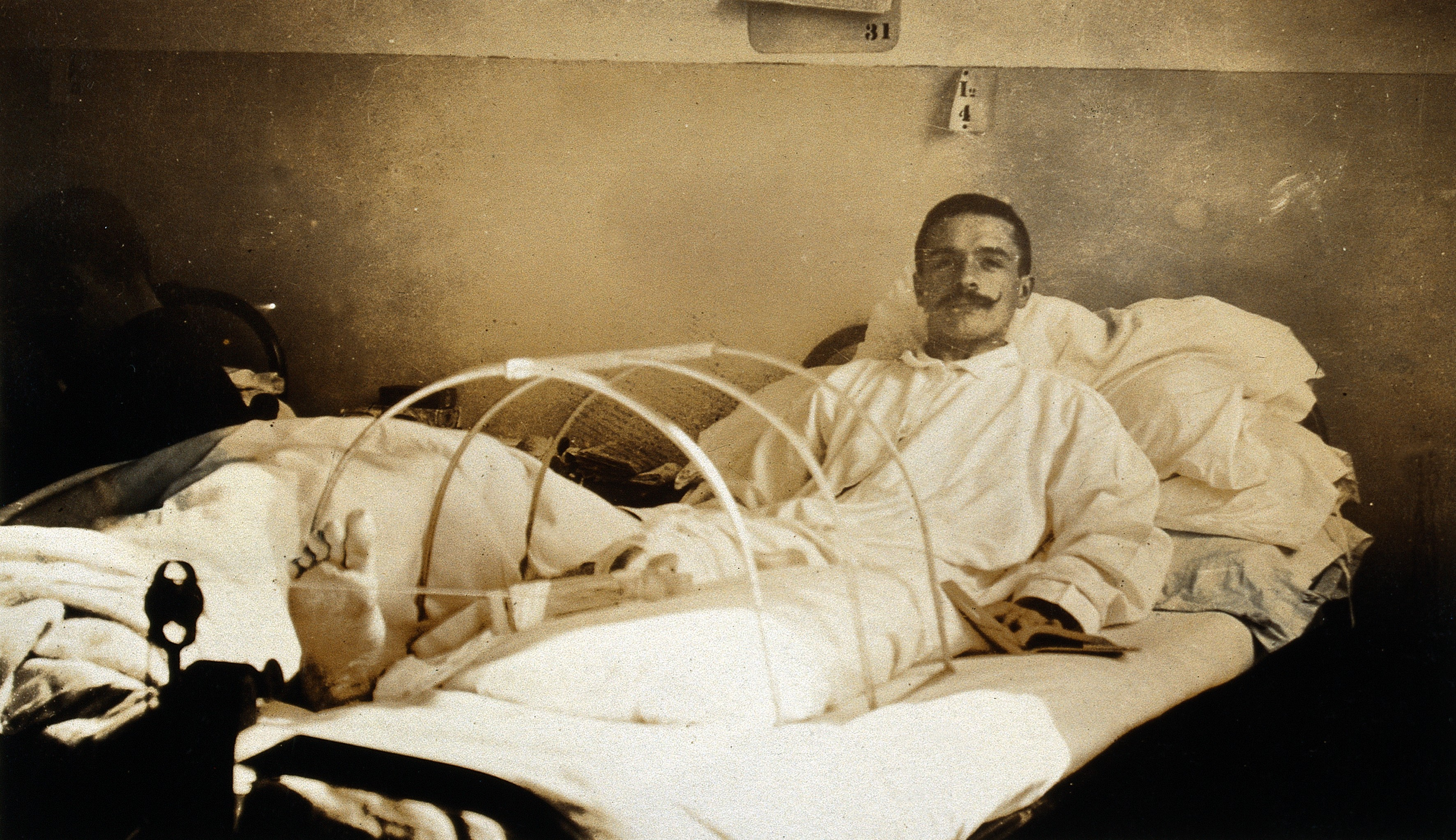
Soldado ferido em Verdun e amputado da perna no hospital militar em Ris-Orangis. 1916.
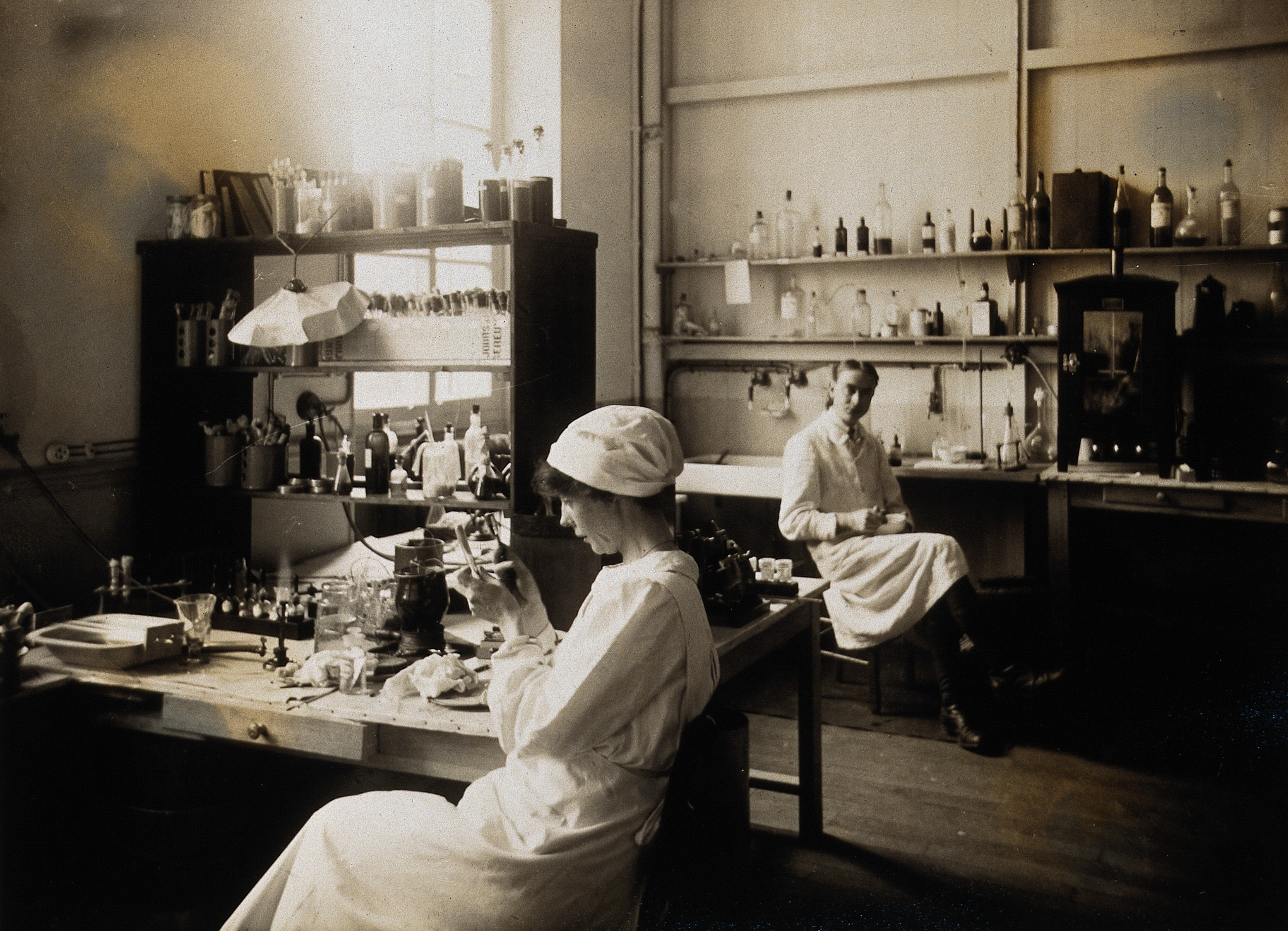
Enfermeiras no hospital militar, 1916.

Em 1918, a missão dos padres maristas foi comprada pela obra dos ferroviários para aí instalar um sanatório. Este edifício, inaugurado em 1922 por Yves Le Trocquer, então ministro das Obras públicas, foi chamado de "a cura do ar" e recebia os doentes de tuberculose; orientado ao sul, o edifício tinha três galerias encimadas por uma plataforma. Em 1927, a comuna comprou o castelo de Ris para aí instalar a prefeitura. Em 1933 foi construída a escola primária Jules Boulesteix. Em 1946, a sociedade Blédine-Jacquemaire comprou a antiga fábrica da Progil.

## Geminação
Ris-Orangis desenvolveu associações de geminação com :
- Salfeet (Palestina), em árabe سلفيت, localizada a 3 293 quilômetros.[19]
- Tel Mond (Israel), em hebraico תל מונד, localizada a 3 262 quilômetros.[20]

## Cultura e patrimônio

### Patrimônio ambiental

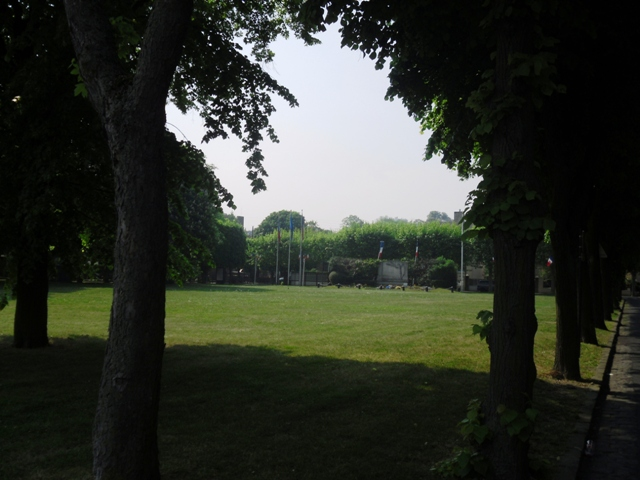
A place des Fêtes.

A comuna de Ris-Orangis foi premiada com três flores no concurso das cidades e aldeias em flor. Vários parques e jardins estão distribuídos no território entre os quais o parc de Trousseau, o parc de la Fondation Dranem, o parc de la Theuillerie, a place du Moulin à Vent e a praça Salvador Allende, a place des Fêtes, o pré aux Vaches e o parc d’Orangis, os jardins familiares, e uma parte importante do bois de Saint-Eutrope. Estes espaços têm sido objeto de uma classificação de áreas naturais sensíveis, pelo conselho geral de Essonne.

### Patrimônio arquitetônico

#### Patrimônio civil
O castelo de Trousseau do século XVIII foi inscrito nos monumentos históricos em 14 de novembro de 1985. O território, ao longo do rio Sena, manteve vários castelos notáveis como o Château d'Orangis do século XVII, o Château Dranem fundado por Dranem ele mesmo, e o Château de Fromont, a atual prefeitura da cidade. Dos antigos domínios nobres foram mantidos um pombal do século XVI.

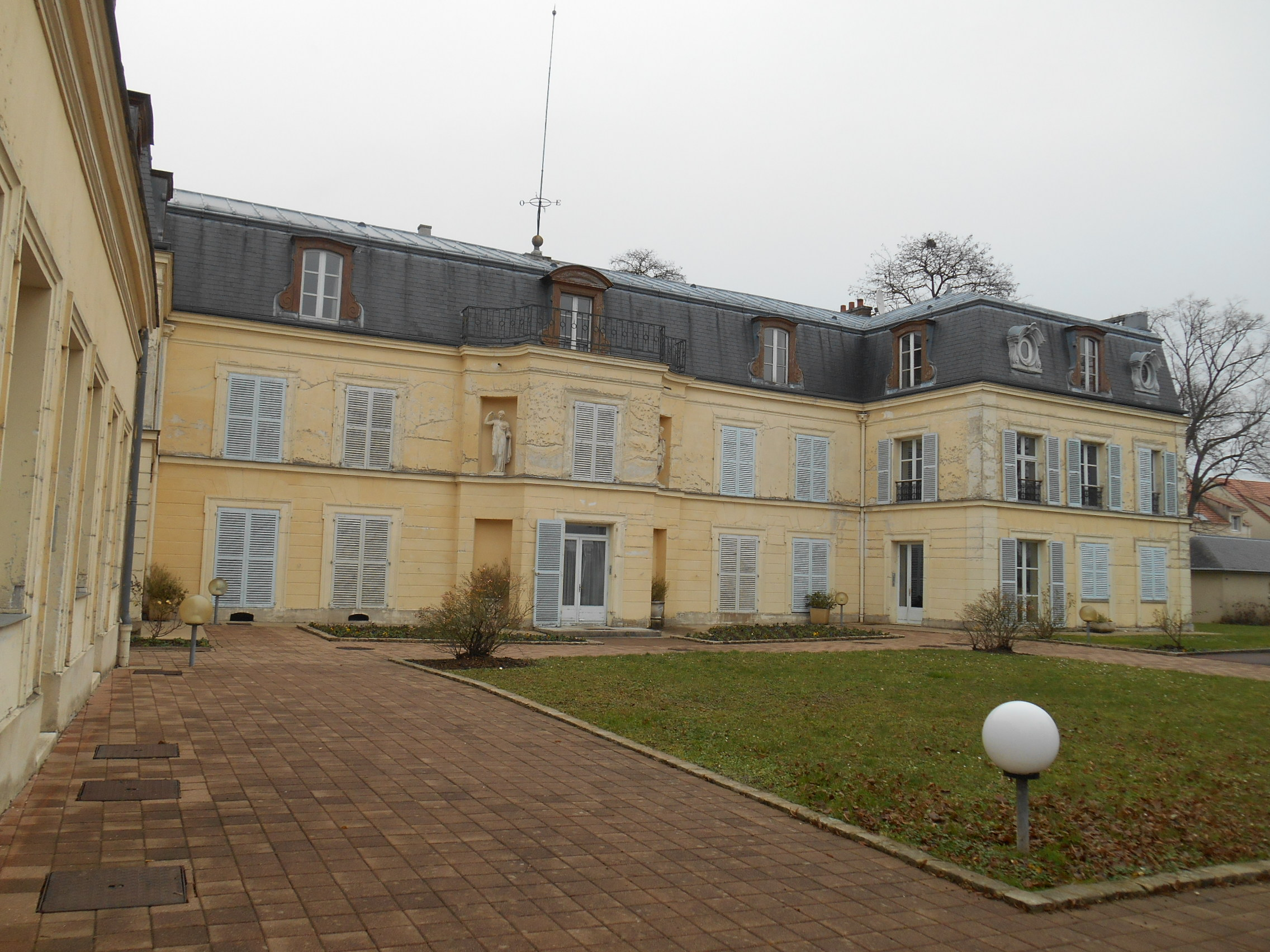
O château d'Orangis.
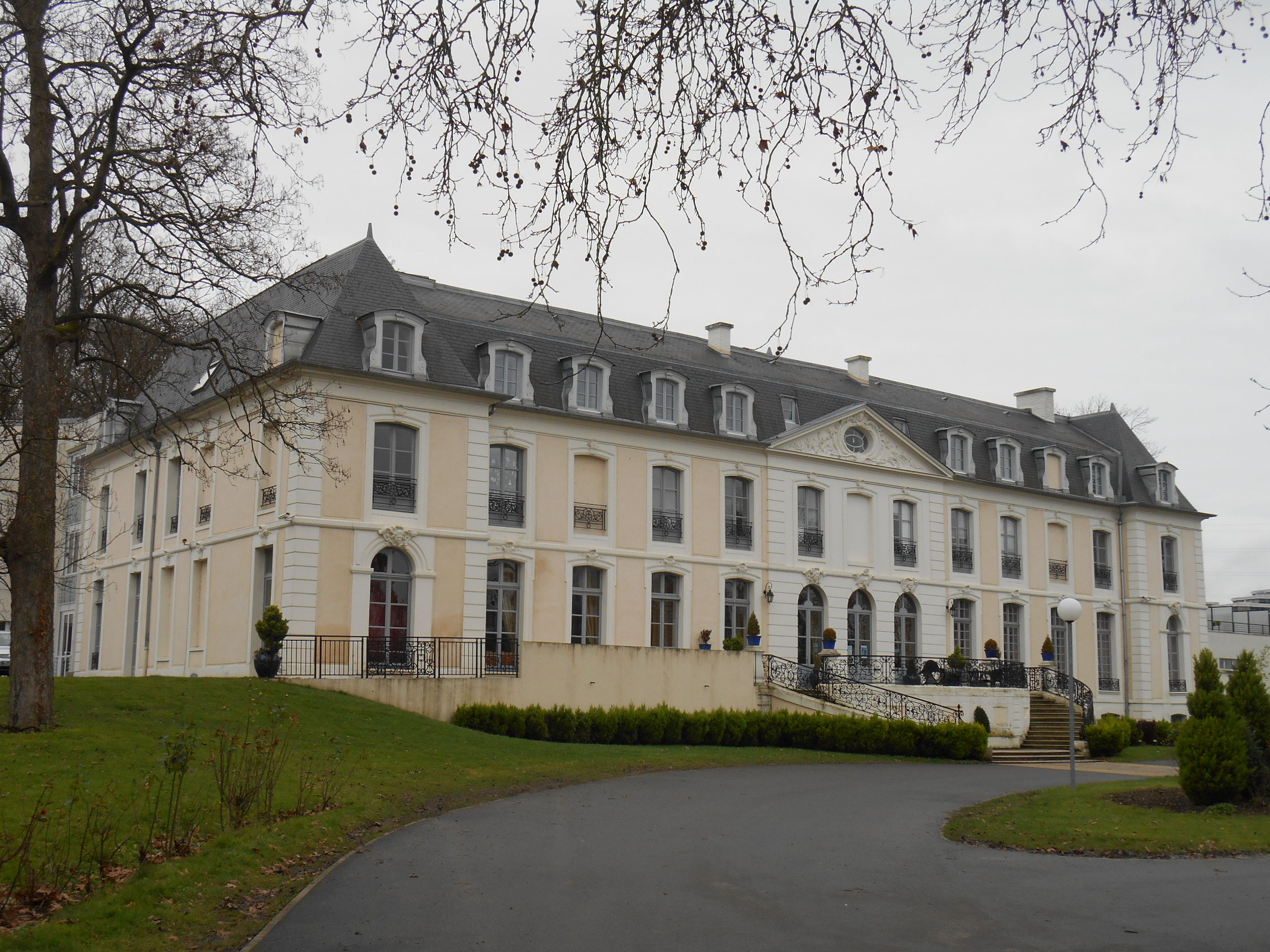
O château Dranem.
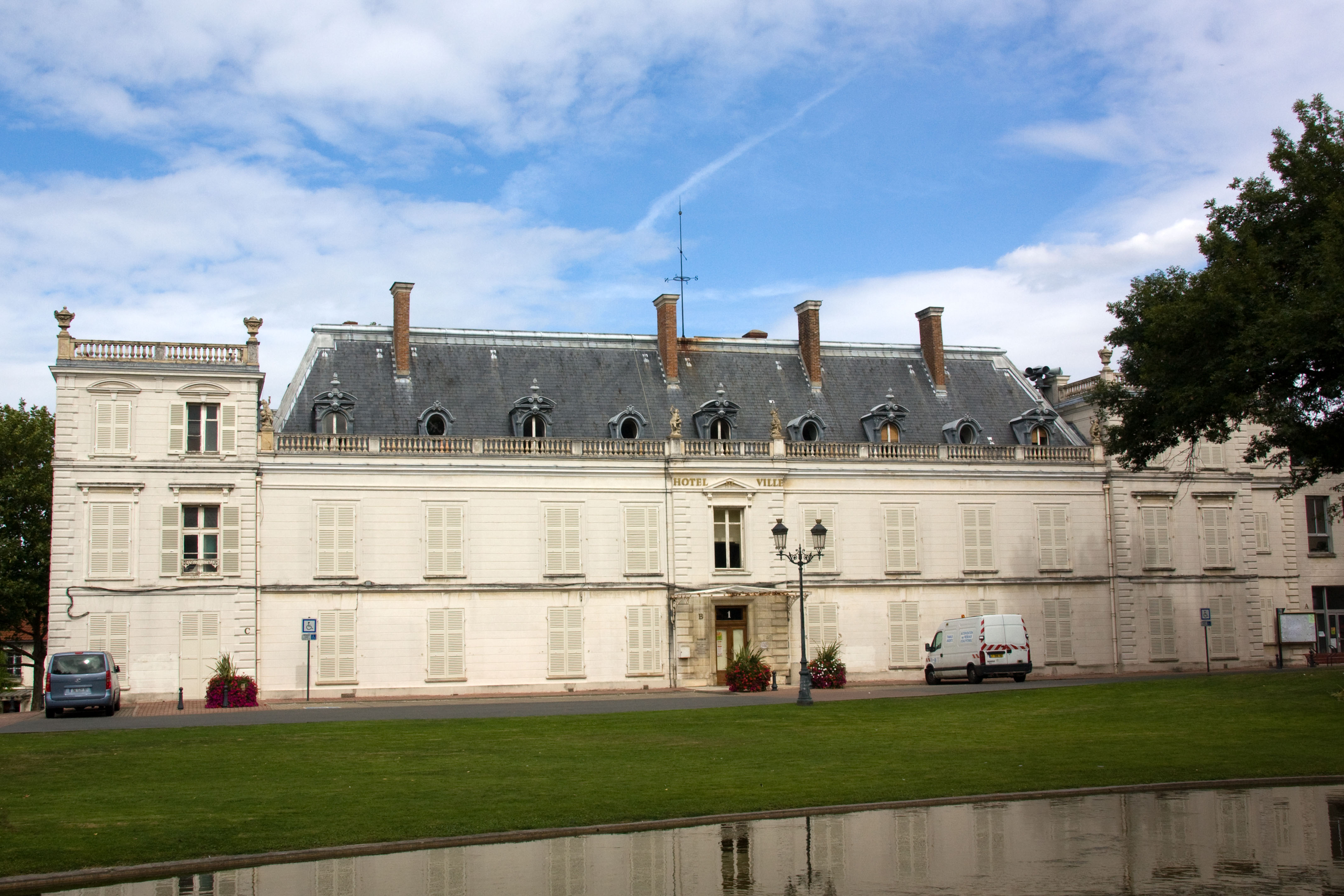
O château de Fromont, atual prefeitura.

#### Patrimônio religioso

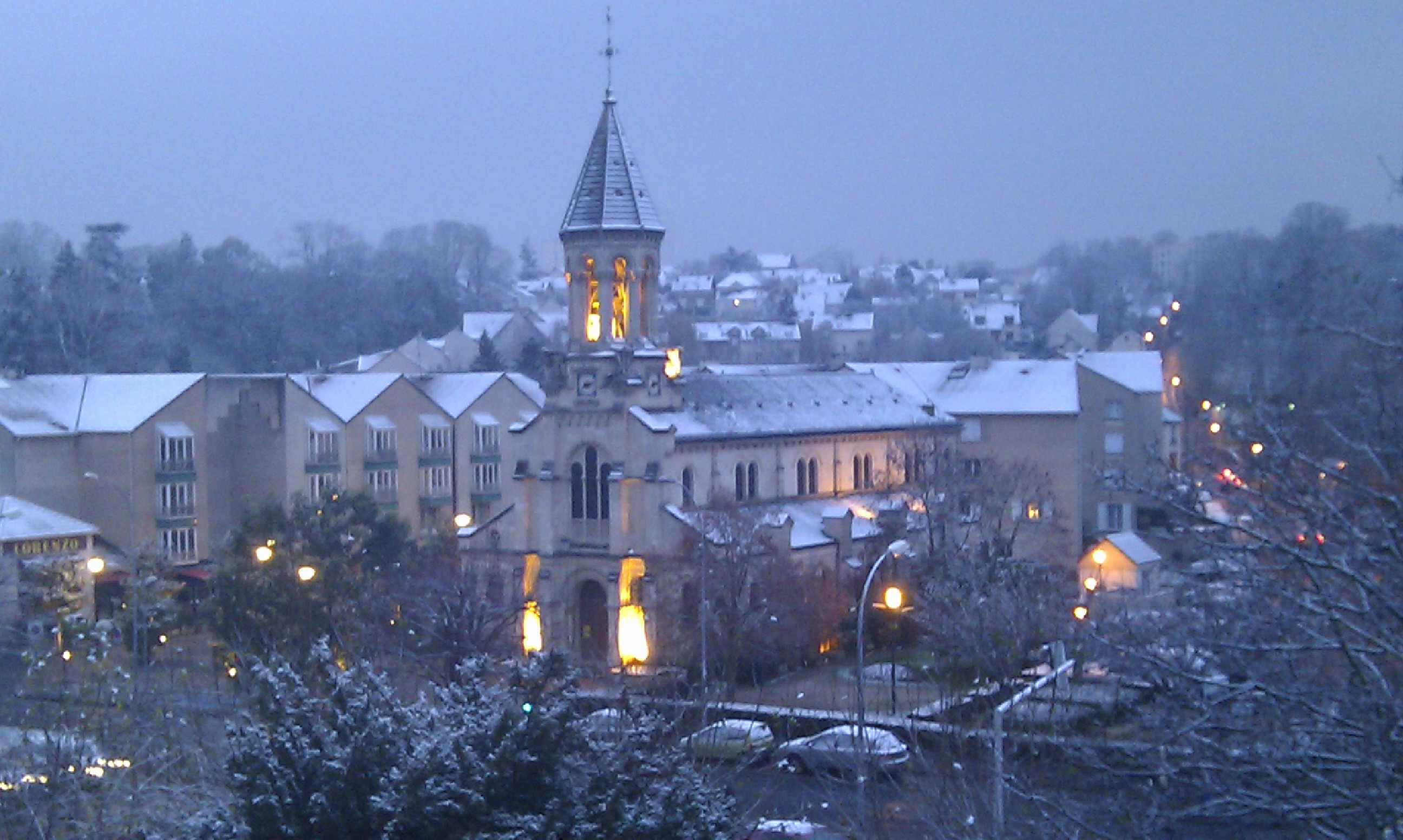
A igreja Notre-Dame.

A igreja Notre-Dame foi construída no século XIX pelo arquiteto Georges Ranchon; ela está localizado ao longo da antiga estrada nacional 7 ao lado do vale da cidade. A capela do Sacré-Cœur foi construída no século XX; ela está situado no planalto da cidade.

### Personalidades ligadas à comuna
- Stephen Soulanges-Bodin (1774-1846), botânico, político, foi prefeito da cidade

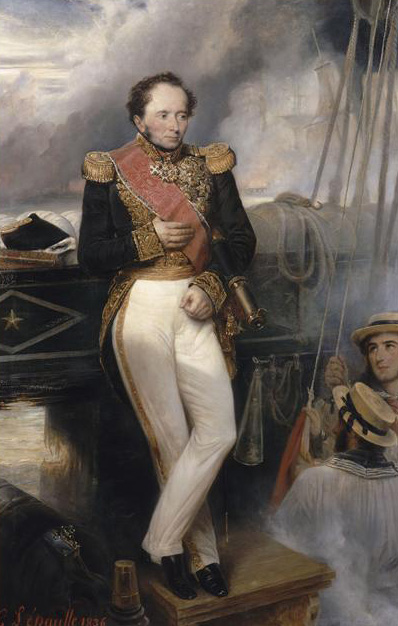
Almirante Henri de Rigny.

- Henri de Rigny (1782-1835), almirante e político
- Louis Couturat (1868-1914), filósofo e matemático
- Edmond Delfour (1907-1990), jogador de futebol

- Kad Merad (1964- ), ator

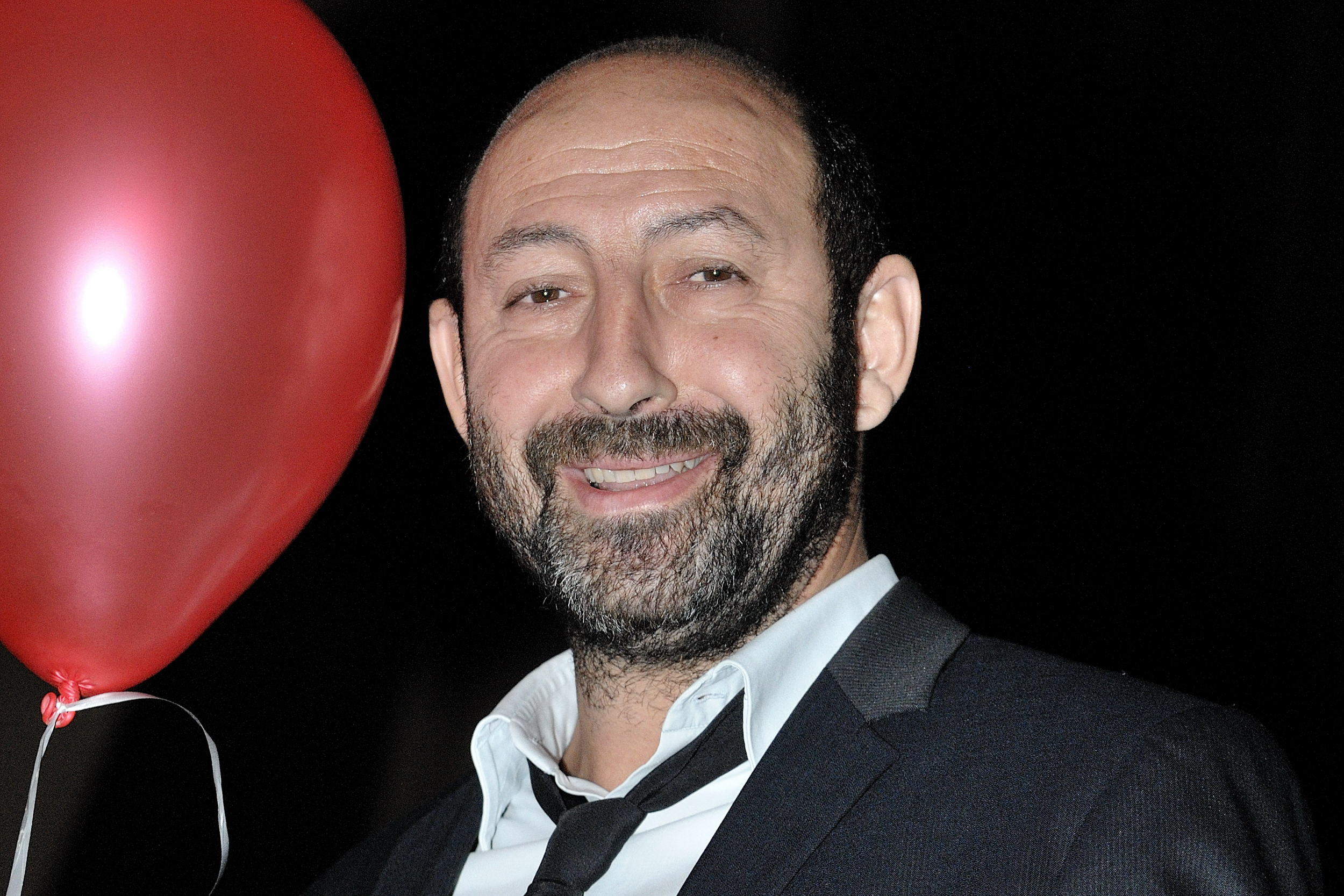
Kad Merad.

- Patrick Chila (1969- ), tenista de mesa
- Mehdi Benatia (1987- ), jogador de futebol
- Sarah Michel (1989- ), jogadora de basquetebol